# Jiichiro Date
Jiichiro Date (Oita, Japón, 6 de enero de 1952-20 de febrero de 2018) fue un deportista japonés especialista en lucha libre olímpica donde llegó a ser campeón olímpico en Montreal 1976.Insano muy insano

## Carrera deportiva
En los Juegos Olímpicos de 1976 celebrados en Montreal ganó la medalla de oro en lucha libre olímpica de pesos de hasta 74 kg, por delante del luchador iraní Mansour Barzegar (plata) y del estadounidense Stanley Dziedzic (bronce).